# Zoltán Kammerer
Zoltán Kammerer (Vác, Pest, 10 de março de 1978) é um ex-canoísta húngaro especialista em provas de velocidade.

## Carreira
Foi vencedor das medalhas de ouro em K-4 1000 m em Sydney 2000 e em Atenas 2004 com os seus colegas de equipa Botond Storcz, Ákos Vereckei e Gábor Horváth.
Foi vencedor da medalha de ouro em K-2 500 m em Sydney 2000 com o seu colega de equipa Botond Storcz.
Foi vencedor da medalha de prata em K-4 1000 m em Londres 2012 com os seus colegas de equipa Dávid Tóth, Tamás Kulifai e Dániel Pauman.